# Athanase-Gustave-Charles-Marie de Lévis-Mirepoix
Pour les autres membres de la famille, voir Maison de Lévis.
Athanase-Gustave-Charles-Marie de Lévis, marquis, puis duc de Mirepoix, marquis de Léran (27 mars 1792 à Aix-la-Chapelle - 7 juin 1851 à Paris) est un homme politique français.

## Biographie
Fils de Charles-Philibert-Marie-Gaston de Lévis-Mirepoix, député aux États généraux de 1789, guillotiné en 1794, et d'Alexandrine de Montboissier Beaufort Canillac, il nait pendant l'émigration de sa mère.
Rentré en France, il est élève à Saint-Cyr en 1809, mais quitte l'armée en 1812.
En 1805, sa famille rachète la propriété de famille du château de Léran, dont il hérite.
En 1814, il est garde du corps du Roi, puis chef d'escadron en 1815 et lieutenant-colonel en 1816, gentilhomme ordinaire de la chambre du roi, et aide de camp du duc de Reggio et commandeur de la Légion d'honneur.
Le 5 novembre 1827, il est nommé pair de France, puis le 8 février 1828, baron-pair héréditaire, sur institution d'un majorat. Il soutient de ses votes, au palais du Luxembourg, les gouvernements successifs de Charles X et rentre dans la vie privée après les événements de juillet 1830.

### Mariages et descendance
Il se marie deux fois :
Il épouse à Paris le 24 février 1813, Amable Blanche de Bérulle (25 mai 1792 - Paris, 12 mai 1815), fille de Albert de Bérulle, marquis de Bérulle, premier président du Parlement du Dauphiné, guillotiné en 1794, et de Anne Marie Françoise Le Vavasseur d'Hérouville. Ce premier mariage est sans descendance.
Il se remarie à Paris le 5 mai 1817 avec Charlotte Adélaïde de Montmorency Laval (Dampierre, 15 février 1798 - Château de Montigny-le-Gannelon, 24 juin 1872), fille de Anne-Adrien-Pierre de Montmorency-Laval, duc de Laval, duc de San-Fernando-Luis, grand d'Espagne, et de Bonne Charlotte de Montmorency Luxembourg.
Elle lui apporte le château de Montigny-le-Gannelon et la grandesse d'Espagne. Dont :
- Adrienne de Lévis Mirepoix (abbaye aux Bois, 17 mars 1818 - château de Léran, 17 juin 1835) ;
- Guy de Lévis Mirepoix, marquis de Lévis Mirepoix, duc de San-Fernando-Luis, grand d'Espagne, Maréchal héréditaire de la Foi (Paris, 14 juillet 1820 - château de Léran, 6 novembre 1886), marié à Paris le 28 mai 1844 avec la comtesse Marie de Mérode (Bruxelles, 8 novembre 1820 - Hyères, 26 mars 1899), dont postérité, tous deux sont les grands-parents d'Antoine de Lévis Mirepoix ;
- Sigismond de Lévis Mirepoix, président du conseil d'administration de la compagnie d'assurances "La Providence", commandeur de l"Ordre de Pie IX, (Paris, 24 août 1821 - Paris 7e, 2 juillet 1886), marié à Paris le 18 juillet 1843 avec Juliette Berton des Balbes de Crillon (Paris, 23 septembre 1822 - Paris, 26 mars 1900), fille de Rodrigue Berton des Balbes de Crillon, duc de Crillon, dont postérité, dont Félix de Lévis Mirepoix ;
- Augustine de Lévis Mirepoix (ca 1826 - 3 mai 1830)[2].

## Sources
- « Lévis-Mirepoix (Athanase-Gustave-Charles-Marie, marquis de) », dans Adolphe Robert et Gaston Cougny, Dictionnaire des parlementaires français, Edgar Bourloton, 1889-1891 [détail de l’édition]